# Grand Prix de Wallonie 1993
Il Grand Prix de Wallonie 1993, trentaquattresima edizione della corsa, si svolse il 20 maggio 1993 su un percorso di 190 km, con partenza da Sombreffe e arrivo a Namur. Fu vinto dal belga Patrick Evenepoel della Collstrop-Assur Carpets davanti all'olandese Raymond Meijs e al belga Mario De Clercq.

## Ordine d'arrivo (Top 10)
| Pos. | Corridore               | Squadra                 | Tempo    |
| ---- | ----------------------- | ----------------------- | -------- |
| 1    | Patrick Evenepoel       | Collstrop-Assur Carpets | 4h53'00" |
| 2    | Raymond Meijs           | La William-Duvel        | a 1'01"  |
| 3    | Mario De Clercq         | Lotto-Caloi             | a 1'07"  |
| 4    | Martien Kokkelkoren     | Wordperfect             | s.t.     |
| 5    | Brian Holm              | Telekom                 | s.t.     |
| 6    | Benjamin Van Itterbeeck | Collstrop-Assur Carpets | s.t.     |
| 7    | Miguel Arroyo           | Subaru-Montgomery       | s.t.     |
| 8    | Bo Hamburger            | TVM-Bison Kit           | s.t.     |
| 9    | Oleg Kozlitine          | Chazal-Vetta-MBK        | a 1'10"  |
| 10   | Danny Verelst           | La William-Duvel        | a 1'14"  |